# More Than Miles
«More Than Miles» — песня американского кантри-певца Брэнтли Гилберта, вышедшая 15 октября 2012 года в качестве четвёртого сингла с делюксового издания его студийного альбома Halfway to Heaven (2010). Авторами песни выступили Брэнтли Гилберт, John Eddie.

## История
Песня получила положительные отзывы и рецензии от музыкальных критиков и интернет-изданий, например, таких как Taste of Country, Roughstock.
«More Than Miles» дебютировал на позиции № 53 в американском хит-параде кантри-музыки U.S. Billboard Country Airplay в неделю с 3 ноября 2012 года и дебютировал на позиции № 49 в хит-параде Billboard Hot Country Songs с 5 января 2013 года.

## Музыкальное видео
Режиссёром видеоклипа выступил Shane Drake, премьера прошла в декабре 2012 года.

## Чарты

### Еженедельные чарты
| Чарт (2012-13)                    | Высшая позиция |
| --------------------------------- | -------------- |
| Канада (Billboard Country)        | 33             |
| США (Billboard Hot 100)           | 73             |
| США (Billboard Country Airplay)   | 7              |
| США (Billboard Hot Country Songs) | 21             |

### Итоговые годовые чарты
| Чарт (2013)                      | Позиция |
| -------------------------------- | ------- |
| US Country Airplay (Billboard)   | 20      |
| US Hot Country Songs (Billboard) | 48      |

## Сертификации
| Регион | Сертификация | Продажи |
| --- | ------------ | ------- |
| США (RIAA) | Золотой      | 500 000 |
| * Данные о продажах приведены только на основе сертификации. ^ Данные о тиражах приведены только на основе сертификации. |              |         |